# 니시무라 히데키
니시무라 히데키(일본어: 西村 英樹, 1983년 4월 15일 ~ )는 일본의 전 축구 선수이다.

## 구단 경력
과거 산프레체 히로시마, 가이나레 돗토리에서 활동하였다.